# Pyrinia aurantiaca
Pyrinia aurantiaca là một loài bướm đêm trong họ Geometridae.